# Strada statale 351 di Cervignano
La ex strada statale 351 di Cervignano (SS 351), ora strada regionale 351 di Cervignano (SR 351), è una strada regionale che collega Gorizia con Cervignano del Friuli.

## Percorso
La strada ha inizio alla periferia ovest di Gorizia, e prosegue in direzione sud-ovest raggiungendo Farra d'Isonzo, Gradisca d'Isonzo (connessione con la ex strada statale 305 di Redipuglia per Udine e Monfalcone) e Villesse.
Superato il torrente Torre entra in provincia di Udine, dove tocca Ruda per terminare infine all'inizio del centro abitato di Cervignano del Friuli. Prima della consegna dall'ANAS a Friuli Venezia Giulia Strade la strada continuava sino all'innesto sulla strada regionale 352 di Grado nel centro città di Cervignano.
Il tratto di strada che va da Gorizia a Gradisca d'Isonzo è localmente noto come stradone della Mainizza, dall'omonimo territorio che si sviluppa lungo la sponda destra del fiume Isonzo dal capoluogo di provincia fino a Farra d'Isonzo. La strada ricalca l'antica Via Gemina che portava ad Aquileia
Dal 1º gennaio 2008 la gestione della strada è passata alla Regione Friuli-Venezia Giulia, che ha provveduto al trasferimento delle competenze alla società Friuli Venezia Giulia Strade S.p.A..